# Roy Sinclair
Roy Sinclair (Liverpool, 10 dicembre 1944 – 12 gennaio 2013) è stato un calciatore inglese, di ruolo centrocampista.

## Carriera

### Giocatore
Dopo aver giocato nelle giovanili del Liverpool nel 1963 si trasferisce al Tranmere, club della quarta divisione inglese, con il quale all'età di 19 anni esordisce tra i professionisti; gioca in quarta divisione fino al termine della stagione 1966-1967, per poi giocare in terza divisione nelle stagioni 1967-1968 e 1968-1969, totalizzando complessivamente 138 presenze e 17 reti in partite di campionato con il Tranmere. Dal 1969 al 1972 gioca invece in seconda divisione al Watford, con cui mette a segno 3 reti in 43 incontri di campionato disputati, concludendo poi la stagione 1971-1972 con un prestito al Chester, con cui mette a segno 2 reti in 5 presenze in quarta divisione. Dal 1972 al 1974 gioca poi nuovamente al Tranmere, con cui disputa ulteriori 12 incontri in terza divisione.
Nel 1974 è stato nominato tra i NASL All-Stars, grazie alle 20 presenze con una rete che realizza con i Seattle Sounders, con cui nel 1975 gioca poi un'ulteriore partita nella NASL prima di venire ceduto ai Denver Dynamos, con cui sempre nel 1975 gioca 10 partite in questa stessa lega. Nel 1976 gioca invece nella American Soccer League con i Tacoma Tides, salvo poi tornare nella NASL nel 1978, anno nel quale gioca 3 partite con i Detroit Express. Si ritira nel 1980, dopo aver giocato anche nei Columbus Magic e nei Cleveland Cobras.

### Allenatore
Dal 1986 al 1987 ha allenato i Seattle Redhawks.